# 扎兰屯市
扎兰屯市是中华人民共和国内蒙古自治区的一个县级市，由呼伦贝尔市代管。位于内蒙古自治区的东北部、大兴安岭的东南麓。境内自然风景秀美，有“塞外苏杭”之称。

## 历史
原名布特哈（达斡尔语：《达汉对照词典》记音符号，转写：Buthai），意为“渔猎”。清康熙时置布特哈总管衙门。1929年设雅鲁县，因境内雅鲁河而得名。1932年6月27日，兴安东分省分别设立布特哈左翼、右翼两旗，布特哈左翼旗旗所在地扎兰屯，首任旗长索宝；布特哈右翼旗旗所在地博克图，首任旗长额尔登。1933年5月10日，两旗合并为布特哈旗，旗公署设在扎兰屯，旗长额尔登（金耀洲），继任志达图、苍吉扎布。驻扎兰屯。1983年撤旗设市，以驻地命名，隶属于地级呼伦贝尔市。下辖：
- 恩和努图克：辖徐地营子、卧牛河、哈拉苏、齐齐哈尔4个嘎查
- 巴音努图克：辖大河湾、尖山子、新站3个嘎查
- 乌尔吉努图克：辖雅尔根楚、霍拉果气、务大哈气3个嘎查
- 济沁河努图克：辖蘑菇气、太平川、库堤河、萨马街4个嘎查
- 博克图努图克：辖雅鲁、巴里木、二道河子3个嘎查
- 扎兰屯街

1940年3月，撤消5个努图克，将部分嘎查提升为努图克，改设15个努图克，1个街公所（扎兰屯街公所）和博克图行政公署。
1945年8月17日，苏联红军进驻扎兰屯，颁布暂行地方治安和经营条例等，命令各机关照常上班。旗长志达图出来召集地方绅商和伪职员，建立“扎兰屯地方维持会”，应付地方事务。9月12日，扎兰屯地方维持会改为“布特哈旗解放委员会”。

1945年－1949年，扎蘭屯市屬興安省管轄

1945年10月3日，兴安东省协和会的一些人员为迎接中國國民黨接管兴安省而四处活动，挂钩黑龙江省国民党地下组织，在扎兰屯建立国民党党部，并于1945年12月4日取消布特哈旗解放委员会组织，建立雅鲁县。1946年5月3日，东蒙古人民自治政府指示，撤销兴安东地区行政公署，建立纳文慕仁省（达斡尔语“嫩江”）政府，省公署设在扎兰屯。1946年5月13日，纳文慕仁省政府发布命令，撤销雅鲁县政府，在扎兰屯地区建立布特哈旗（达斡尔语：《达汉对照词典》记音符号）政府，隶属于东蒙古人民自治政府纳文慕仁省政府。
1947年5月1日，内蒙古自治政府成立，布特哈旗归内蒙古自治区政府纳文慕仁盟领导。1947年8月，中共纳文慕仁盟工委委员夏辅仁在铁路五号楼主持召开会议，成立中共布旗委员会。
1983年10月10日，经国务院批准，撤销布特哈旗，在原行政区内设立扎兰屯市（县级）。

## 地理
扎兰屯市位于呼伦贝尔市南端，背倚大兴安岭，面眺松嫩平原，全市面积1.69万平方公里，由汉、蒙、达斡尔、鄂伦春、鄂温克等22个民族构成。市区总人口13万，建成区面积14平方公里。境内森林面积105万公顷，森林覆盖率为62.61%。大体构成“七林二草一分田”的格局。森林和草原之间栖息着鹿、獐子、花尾榛雞、狍子等珍禽异兽，生长着榛子、蕨菜、黄花菜、猴头蘑等山产品和黄芪、柴胡等300多种中草药材。

## 人口
根据第七次人口普查数据，截至2020年11月1日零时，扎兰屯市常住人口为318933人。
截至2021年末，扎兰屯市户籍总人口396980人，其中：城镇人口176140人、乡村人口220840人。 
截至2021年末，扎兰屯市少数民族户籍人口61240人。

## 行政区划
扎兰屯市下辖7个街道办事处、8个镇、1个乡、3个民族乡：
兴华街道、正阳街道、繁荣街道、向阳街道、高台子街道、铁东街道、河西街道、蘑菇气镇、卧牛河镇、成吉思汗镇、大河湾镇、浩饶山镇、柴河镇、中和镇、哈多河镇、达斡尔民族乡、南木鄂伦春民族乡、萨马街鄂温克民族乡、洼堤乡、成吉思汗监狱农场、公安部后勤供应处农场和柴河林业局。

## 交通
扎兰屯市交通网络四通八达，滨洲铁路、111国道、碾博公路与通往市区各景区的公路形成交通网络，有着完备的公路、铁路、航空交通网。电力、通讯、食宿、医疗等实力雄厚，具备一流的服务能力。是内蒙古东部的政治、经济重地，也是内蒙古东北部和黑龙江西部的重要旅游胜地，素有“北国江南”“塞外苏杭”的美誉。
- 铁路：

- 滨洲铁路（哈尔滨－满洲里）扎兰屯站
- 阿扎铁路（阿荣旗－扎兰屯）扎兰屯站

- 公路：

-  111国道
-  232国道
-  302省道
-  集阿高速

- 航空：

- 扎兰屯成吉思汗机场

## 经济
改革开放之前，受大兴安岭东西气候、交通因素影响，扎兰屯市一度是商品进入呼伦贝尔盟的物流集散地与商业中心，在地拥有百货站、畜产站、生资站和土产站，被当地居民称为“四大站”。产业方面，改革开放前的扎兰屯市产业门类齐全，拥有造纸（国营扎兰屯纸浆厂）、制糖、纺织、乳业等制造业门类。改革开放后，这些原有集体所有制商业机构受到重创，在2000年代前后，基本破产、倒闭。
今天，扎兰屯市经济以旅游业和农业、牧业、林业为主，近些年开展了视频制造业和有色金属加工业。境内的呼伦贝尔东北阜丰生物科技有限公司，是目前国内最大的氨基酸生产企业。本地盛产小麦、大豆、玉米等粮食作物，以及牛、羊、马牧养等。全市年平均气温2℃，降水量480毫米。
扎兰屯市西北部为大兴安岭的天然林区，现已发展成以森林、草原、溪流、山谷为主的著名风景区，有“塞外苏杭”之称。核心景区秀水指雅鲁河出大兴安岭后形成的冲积扇形地段，其间密布小岛，岛上林木森森、山花盛开，是避暑的胜地。另一处景点吊桥则位于扎兰屯市区北部，是一处人造景观，周边亦有秀丽的自然风景。
2021年，扎兰屯市实现地区生产总值（GDP）179.31亿元，同比增长4.8%；第一、二、三次产业增加值的比例为33.4:36.6:29.9；一般公共预算收入5.36亿元，同比增长10.9%；固定资产投资18.89亿元，同比下降41.3%；全体居民人均可支配收入30762元，同比增长7.6%。

## 文化和旅游
2002年5月17日，扎兰屯市被国务院批准为“国家重点风景名胜区”，这里钟灵毓秀，人文荟萃，北方少数民族风情独具特色，更有跌宕生姿的自然景观，群山叠嶂，河流密布，山青水秀，五步一景，老舍、叶圣陶、李准等历史名人曾驻足此地流连忘返，并留下大量脍炙人口诗篇。叶剑英赋诗赞曰“ 雅鲁河畔扎兰屯，几派清流拥水村。铁索悬空新瀑急，吊桥桥上忆长征。”境内较为知名的景点、文物保护单位有：
- 扎兰屯吊桥公园

吊桥公园，位于扎兰屯市区北部，占地面积68公顷，为国家AAAA级旅游景区。景区有一柱亭（原望湖亭）、三角亭、环心湖、月形拱桥、九曲桥、动物区、花卉区、儿童游乐场、花鸟鱼馆、垦石园、晨练场等。
- 内蒙古扎兰屯秀水国家湿地公园

秀水国家湿地公园，位于扎兰屯市区以北4千米处的羊鼻梁山下，为国家AAA级旅游景区。景区总面积870万平方米，有彩虹桥、三老亭、揽胜亭、秀水山庄等旅游景点。
- 扎兰屯历史博物馆

扎兰屯市历史博物馆馆舍，前身是中东铁路俱乐部和伪满时期的温泉宾馆，始建于1903年，2006年改建为扎兰屯市博物馆。馆内以扎兰屯从古生物时期为索引，至2012年的发展脉络为主要展示内容。
- 扎兰屯市中东铁路建筑群
- 金界壕

金界壕遗址，位于内蒙古自治区呼伦贝尔市、兴安盟、通辽市、赤峰市、乌兰察布市、包头市，黑龙江省齐齐哈尔市甘南县、龙江县，是金代女真人为防止蒙古南下而修建的军事防御工程。
- 金龙山滑雪场

金龙山滑雪场，位于内蒙古自治区扎兰屯市卧牛河镇，为国家AA级旅游景区，雪道山体海拔582米，垂直落差200米。现建成了初、中、高级滑雪道5条，国家队单板U型训练场地1座，雪道总长3800米，总面积15万平方米。
- 鹿鸣山庄

鹿鸣山庄，位于内蒙古自治区扎兰屯市北32千米处的南木鄂伦春民族乡境内，占地面积666.7公顷，为国家AA级旅游景区。庄内建有各种：木刻楞、蒙古包、欧式木屋、水上餐厅等建筑物。
2021年12月29日，扎兰屯市入选“首批国家级滑雪旅游度假地名单”。 
2022年4月27日，扎兰屯市入选“2022年国家现代农业产业园创建名单”。